# Касто
Касто је насеље у Италији у округу Бреша, региону Ломбардија.
Према процени из 2011. у насељу је живело 732 становника. Насеље се налази на надморској висини од 425 м.

## Становништво
| 1951. | 1961. | 1971. | 1981. | 1991. | 2001. | 2011. |
| ----- | ----- | ----- | ----- | ----- | ----- | ----- |
| 1.279 | 1.352 | 1.528 | 1.597 | 1.659 | 1.913 | 1.864 |